# 村上喜紀
村上 喜紀（むらかみ よしき、1993年10月29日 - ）は、京都府舞鶴市出身の日本の男性声優、俳優である。アクロス エンタテインメントに所属する。

## 来歴
学生時代所属していた野球チームの監督やチームメイトに声を褒められたことをきっかけに声優を目指す。高校卒業後、大阪アニメーションスクール専門学校を経て、2014年よりアクロスエンタテインメントに所属、声優デビュー。
TVアニメ「美男高校地球防衛部LOVE!LOVE!」で双子アイドルVEPPerの弟・別府日彦役として、初のメインキャラクター、レギュラー出演。
同時期から始まったラジオ番組「美男高校地球防衛部LOVE!LOVE! ☆Radio☆The☆VEPPer☆」では兄・別府月彦役の河本啓佑と共にパーソナリティを務めた。当ラジオはアニメ放送終了後も１年以上続き、アニラジアワードでは第3回新人枠癒しラジオ賞、第4回最優秀男性ラジオ賞を受賞した。同時に、自身初の冠番組となるラジオ番組「増田俊樹・村上喜紀のオーシャンスピリット」でも第4回新人枠ためになるラジオ賞を受賞しており、第4回授賞式は２作品での登壇となった。
舞台作品に出演することもあり、2020年2月には、前作舞台「KING OF PRISM -Over the Sunshine!-」に引き続き、舞台「KING OF PRISM -Shiny Rose Stars-」にて、十王院カケル役を務めた。
アパレルショップ「libert」のメンズモデル、ブランド「KINGLY MASK」とのコラボ商品など、ファッション方面でも活躍がみられる。
高校時代に調理師免許を取得。
特技は和太鼓演奏・殺陣・アクション。特に部活動で行っていた和太鼓は、現在もよく話題に上がる。
趣味はゲームで、複数人プレイのできる賑やかなものを好む。カラオケにも頻繁に足を運ぶという。
尊敬する声優に森田成一、好きなアーティストにGeroを挙げている。

## 出演
太字はメインキャラクター。

### テレビアニメ
2014年
- 魔法少女大戦（クルーB）

2016年
- 美男高校地球防衛部LOVE!LOVE!（別府日彦）

2017年
- 政宗くんのリベンジ（生徒、通行人、水泳部員、生徒会長、フロント）

2018年
- 弱虫ペダル シリーズ（2018年 - 2023年、観客、船津和歩、箱根学園部員） - 2シリーズ
- 妖怪ウォッチ シャドウサイド（2018年 - 2019年、少年C、ケースケの担任、赤松、中学男子、タケル 他）
- 鬼灯の冷徹（新人、男性）

2019年
- ダイヤのA actII（2019年 - 2020年、山口健、江崎卓）
- KING OF PRISM -Shiny Seven Stars-（メリナ）

2021年
- ドラえもん（テレビ朝日版第2期）（芸人）
- アイドリッシュセブン Third BEAT!（2021年 - 2023年、達稀） - 2シリーズ

2022年
- シュート!Goal to the Future（羽生健二）

2024年
- 即死チートが最強すぎて、異世界のやつらがまるで相手にならないんですが。（橘裕樹）
- 甘神さんちの縁結び（2024年 - 2025年、通行人、参拝客）

### 劇場アニメ
- 屍者の帝国（2015年）[4]
- PERSONA3 THE MOVIE #4 Winter of Rebirth（2016年、男性）[4]
- 映画 妖怪ウォッチ 空飛ぶクジラとダブル世界の大冒険だニャン!（2016年）
- 映画 妖怪学園Y 猫はHEROになれるか（2019年）
- KING OF PRISM ALL STARS -プリズムショー☆ベストテン-（2020年、メリナ）

### OVA
- 美男高校地球防衛部LOVE!LOVE!LOVE!（2017年、別府日彦）
- 政宗くんのリベンジ（2018年、ギャルソン） - コミックス第10巻OAD付き特装版

### ドラマCD
- 劇団アルタイル『Rigel vol.2 -evolution-』（児島、2017年）
- ××なカレとのお付き合いからプロポーズまでを辿るＣＤ 「いろいろあったね。」〜アート系苦学生　河原大和の場合〜（河原大和、2017年）[12]
- 俺たちマジ校デストロイ（芹沢純、2018年）[13]
- さよならアルファ（山崎、2018年）
- それでも俺のものになる（瀬名優聖、2019年）
- ハローモーニングスター（京介、2019年）[14]
- JAZZ-ON!（安藝月玲玖）[15][16]
  - 旅団仲間は信じても、ラクダの紐は縛っておけ（2019年）
  - 開闢≠Beginning（2020年）
  - Tone of Stars Alpha（2021年）
  - The After Session（2021年）- ダウンロード限定アルバム

### ゲーム
- モンスターストライク（2018年 - 2022年、ヒュプノス[17]）

### ラジオドラマ
※はインターネット配信。
- 私立アリエン学園DX（少年、2016年10月8日 - 12月31日、ラジオ関西）[18]
- 君の声が聞きたい（坂倉大介、2021年1月10日 - 2月14日、ピカピカ※）[19][20]
- ボイス・オブ・ヴァンパイア（松岡翼、2021年2月28日 - 4月4日、ピカピカ※）[21]
- 部長、僕ほめられて伸びるタイプなんです。(松岡翼、2021年6月6日 - 8月15日、ピカピカ※)[22]
- 部長、僕ほめられて伸びるタイプなんです。S2(松岡翼、2022年1月23日 - 3月20日、ピカピカ※)

### ラジオ
※はインターネット配信。
- ラジカル NEO ナイト それいけ！アニソンバカ一代[23] / SKY’S QUARTET（2016年6月 - 2018年3月 、Radio NEO）[要出典]
- 美男高校地球防衛部LOVE!LOVE! ☆Radio☆The☆VEPPer☆（2016年7月 - 2017年12月、ラジオ大阪・超!A&G+※）[24]
- 増田俊樹・村上喜紀のオーシャンスピリット（2017年4月 - 2023年3月、ラジオ大阪）[25]
- 村上喜紀ピカピカおいでやす（2020年12月 - 、ピカピカ※）
- 月刊 新・男前通信2月号～月刊 村上喜紀（2024年2月、文化放送モバイルplus※）[26]

### CM
- 展覧会：生誕260年記念企画 特別展「北斎づくし」（2021年6月 - 9月）[27][28]

### ナレーション
- 特別番組「町田啓太と巡る北斎づくし」（2021年8月7日、テレビ東京・BSテレ東）

### テレビ番組
※はインターネット配信。
- マジ校ミーティング（2017年 - 、LINELIVE※）
- 声優ビストロ ちょい飯～キャンプスペシャル～（2018年、ファミリー劇場）
- ぬまてれ☆～キミのハートにダイレクトマーケティング （小日向ハル、2018年 - 2019年、YouTube※）
- セカイ系バラエティ 僕声 SEASON2 - 僕声ドラマ「携帯男機」（健司、2019年、WOWOW）
- 山本和臣と村上喜紀のうちラボ（2019年、ONSTAGE※）
- コウキキのこんにゃの！(2020年 - 、ツイキャス※)

### アプリ
- きゅんPON！[29]（宝城瑛知、桂木鏡矢）[4]
- 美男高校地球防衛部LOVE!LOVE!GAME!（別府日彦）
- 彗星のアルナディア（ジャハード）
- バンドやろうぜ！[30][要出典]
- あの夜からキミに恋してた[31]（大久保剛）[要出典]
- 一血卍傑-ONLINE-（ハクリュウ）
- ディアホライゾン（ガウェイン、ケフェラー）
- LibraryCross∞（ヒース）[32]
- モンスターストライク（ヒュプノス）[33]
- AnotherPrince～失われた物語～（ベーオウルフ）[34]
- サンクタス戦記-GYEE-（ビーニック）[35]

### MV
- アイドリッシュセブン「DAYBREAK INTERLUDE / TRIGGER」[36]
- numan編集部テーマソング「Special Edition」[37]

### 朗読劇
- 乱世いつくし物語～ 戦国アリエン武芸帖 in ドリームホール（村野蘭丸、2018年1月13日）
- Be Withプロデュース
  - KIRAKIRA VOICE LAND VOL.09 <LOVE×LETTERS>（立花海斗、2018年3月10日 / 柚月大地、2018年3月11日）[38]
  - KIRAKIRA VOICE LAND VOL.24 <MORGUE×CHRONICLEⅢ>「Spiral」（エリクサー、2019年10月5日 / レイス、2019年10月6日）[39]
  - Reading Cinema × 2020 Summer Special＜Rusted kingdom＞（黒の茨ver：騎士、2020年8月1日 / 白の棘ver：王妃、2020年8月2日）[40]
- KOBE VOICE THEATER
  - KOBE VOICE THEATER VOL.1 探偵男子 第一夜『君が探してるのは誰？』（1部：神咲マサユキ / 2部：黄河聡一、2018年6月24日）
  - KOBE VOICE THEATER VOL.5 探偵男子 第五夜『さよなら、さようなら、さような、ら。』（1部：神咲マサユキ 他 / 2部：黄河聡一 他、2019年3月31日）
- 朗読劇「NO TRAVEL, NO LIFE」（サン、2019年1月13日 - 1月14日）
- 朗読劇「思春期ビターチェンジ」-Sweet Team（野村一剛、2019年10月18日 - 10月19日）[41]
- リモート朗読劇「俺と雨男と新しい傘」（雨男、2020年5月21日公開、YouTube※）
- 朗読劇「あのひとだけには」-真二の場合（吉崎幾雄、2021年8月19日 - 21日）[42]
- オドルンパッ！企画第3弾　ボイスアクションショー「全身全霊！オドルンジャー」（よしお、オドルンジャーレッド、2021年11月6日 - 7日)[43]
- 音楽朗読劇『モンテ・クリスト伯』(ナポレオン、ファリア司祭、他、2021年11月9日)[44]

### 舞台
- 獄中コンパ（朽網純平、2016年3月24日 - 3月28日）[45]
- KING OF PRISM（十王院カケル）
  - 舞台「KING OF PRISM -Over the Sunshine!-」（2017年11月2日 - 11月12日）
  - 舞台「KING OF PRISM -Shiny Rose Stars-」（2020年2月20日 - 26日 ※新型コロナウィルス感染症の流行の影響で27日以降は中止）
- 舞台「ラ・フランス泥棒は用無しパスタ？」（イチ、2021年12月29日 - 30日）[46]
- Cooch presents BOOT RE IMAGINATION OF B.QUIET VOL.2「逆流家族！2022」-Bチーム(2022年4月28日 - 5月1日)

### ライブ
- ACROSS FESTA!!
  - ACROSS FESTA 8.322+0.001ANNIVERSARY（2016年7月23日 - 7月24日）
  - JOYSOUND presents 小山剛志カラオケ企画 第8弾 カラオケMAX〜extra〜「アクロスフェスタVer.」（2018年10月27日）
- 美男高校地球防衛部LOVE！LOVE！
  - 美男高校地球防衛部LOVE！LOVE！LIVE！（別府日彦、2016年11月6日）
  - VEPPer 1st LIVE Dancing in the universe（別府日彦、2017年2月19日）
- アニメJAM 2016 ROCK STAGE（別府日彦、2016年12月10日）
- 飛び出せ！ぽぽライブ！年忘れSP！Vol.2（2016年12月29日）
- STAGE FES
  - STAGE FES 2017（十王院カケル、2017年12月31日）
  - STAGE FES 2018（十王院カケル、2018年12月31日）
  - STAGE FES 2019（十王院カケル、2019年12月31日）
- 舞台「KING OF PRISM -Rose Party on STAGE 2019-」（十王院カケル、2019年10月12日）[47]

### その他コンテンツ
- 食育レボリューション（柚木冬路）
- ポケモンガオーレ（アツシ）
- 乙女企画「numan編集部」 （小日向ハル）
- DAM CHANNEL あにそんボーカル 声優歌唱 / 本人映像[48](『BROTHERS CONFLICT(アニメ版)』BELOVED×SURVIVAL）

## ディスコグラフィ

### キャラクターソング
| 発売日   | 商品名                                                       | 歌 | 楽曲                                                           | 備考                                                           |
| 2016年   | 2016年                                                       | 2016年 | 2016年                                                         | 2016年                                                         |
| -------- | ------------------------------------------------------------ | --- | -------------------------------------------------------------- | -------------------------------------------------------------- |
| 7月20日  | あなたは遥か一等星                                           | VEPPer | 「あなたは遥か一等星」                                         | テレビアニメ『美男高校地球防衛部LOVE!LOVE!』エンディングテーマ |
| 7月20日  | あなたは遥か一等星                                           | VEPPer | 「☆Star☆The☆VEPPer☆」                                          | テレビアニメ『美男高校地球防衛部LOVE!LOVE!』関連曲             |
| 8月17日  | VEPPer SONGS～Shooting Star!～                               | 別府日彦（村上喜紀） | 「Sun the Festival」                                           | テレビアニメ『美男高校地球防衛部LOVE!LOVE!』関連曲             |
| 8月17日  | VEPPer SONGS～Shooting Star!～                               | VEPPer | 「星降る海のSTAGEで」                                          | テレビアニメ『美男高校地球防衛部LOVE!LOVE!』関連曲             |
| 9月7日   | VEPPer ☆The Galaxy Idol☆                                     | VEPPer | 「純情革命D.F.G」                                              | テレビアニメ『美男高校地球防衛部LOVE!LOVE!』関連曲             |
| 9月7日   | VEPPer ☆The Galaxy Idol☆                                     | VEPPer | 「星にやさしく…Breeze」                                        | テレビアニメ『美男高校地球防衛部LOVE!LOVE!』関連曲             |
| 9月7日   | VEPPer ☆The Galaxy Idol☆                                     | VEPPer、ダダチャ（安元洋貴） | 「WE ARE GALAXY IDOL」                                         | テレビアニメ『美男高校地球防衛部LOVE!LOVE!』関連曲             |
| 2018年   |                                                              | |                                                                |                                                                |
| 1月10日  | 俺たちマジ校デストロイ                                       | マジ校デストロイ | 「俺たちマジ校デストロイ」                                     | 『俺たちマジ校デストロイ』関連曲                               |
| 3月23日  | 舞台KING OF PRISM -Over the Sunshine!- Prism Song Album      | ALL CAST | 「BOY MEETS GIRL」 「Shiny Heart Beat」                        | 舞台『KING OF PRISM -Over the Sunshine!-』挿入歌               |
| 3月23日  | 舞台KING OF PRISM -Over the Sunshine!- Prism Song Album      | 一条シン（橋本祥平）、香賀美タイガ（長江崚行）、十王院カケル（村上喜紀）、鷹梁ミナト（五十嵐雅）、涼野ユウ（廣野凌大）                                                           | 「ハッピーな寮生活」                                           | 舞台『KING OF PRISM -Over the Sunshine!-』挿入歌               |
| 3月23日  | 舞台KING OF PRISM -Over the Sunshine!- Prism Song Album      | エーデルローズ生 | 「エーデルローズのお風呂」                                     | 舞台『KING OF PRISM -Over the Sunshine!-』挿入歌               |
| 3月23日  | 舞台KING OF PRISM -Over the Sunshine!- Prism Song Album      | エーデルローズ新入生 | 「Miracle Twinkle Christmas Time」 「ドラマチックLOVE」        | 舞台『KING OF PRISM -Over the Sunshine!-』挿入歌               |
| 2019年   |                                                              | |                                                                |                                                                |
| 4月3日   | 一切合切デストロイ                                           | マジ校デストロイ | 「一切合切デストロイ」                                         | 『俺たちマジ校デストロイ』関連曲                               |
| 4月3日   | 一切合切デストロイ                                           | ミユ（小笠原仁）、ジュン（村上喜紀） | 「ましゅまろ❤みるく」                                          | 『俺たちマジ校デストロイ』関連曲                               |
| 11月27日 | JAZZ-ON! Sessions 旅団仲間は信じても、ラクダの紐は縛っておけ | 天城輝之進（堀江瞬）、安藝月玲玖（村上喜紀） | 「響鳴スペクトラム 星屑旅団JAZZアレンジバージョン」            | 『JAZZ-ON!』関連曲                                             |
| 2020年   |                                                              | |                                                                |                                                                |
| 6月26日  | 舞台 KING OF PRISM -Shiny Rose Stars- Prism Song Album       | 一条シン（橋本祥平）、太刀花ユキノジョウ（横井翔二郎）、香賀美タイガ（長江崚行）、十王院カケル（村上喜紀）、鷹梁ミナト（五十嵐雅）、西園寺レオ（星元裕月）、涼野ユウ（廣野凌大） | 「Viva EdelRose Spa!」 「ナナイロノチカイ！ -Brilliant oath-」 | 舞台『KING OF PRISM -Shiny Rose Stars-』劇中歌                 |
| 6月26日  | 舞台 KING OF PRISM -Shiny Rose Stars- Prism Song Album       | 香賀美タイガ（長江崚行）、十王院カケル（村上喜紀） | 「Head-toｰHead!」                                              | 舞台『KING OF PRISM -Shiny Rose Stars-』劇中歌                 |
| 6月26日  | 舞台 KING OF PRISM -Shiny Rose Stars- Prism Song Album       | 十王院カケル（村上喜紀） | 「Orange Flamingo」                                            | 舞台『KING OF PRISM -Shiny Rose Stars-』劇中歌                 |
| 6月26日  | 舞台 KING OF PRISM -Shiny Rose Stars- Prism Song Album       | ALL CAST | 「Shiny Heart Beat -2020 ver.-」                               | 舞台『KING OF PRISM -Shiny Rose Stars-』劇中歌                 |
| 2021年   |                                                              | |                                                                |                                                                |
| 2月24日  | JAZZ-ON! Tone of Stars Alpha                                 | 鳴海ロラン（古川慎）、天城輝之進（堀江瞬）、安藝月玲玖（村上喜紀）、桐生蒼弥（益山武明）                                                                                         | 「Tone of Stars Alpha」                                        | 『JAZZ-ON!』関連曲                                             |
| 2月24日  | JAZZ-ON! Tone of Stars Alpha                                 | 神条優貴（米内佑希）、安藝月玲玖（村上喜紀） | 「As Is」                                                      | 『JAZZ-ON!』関連曲                                             |